# Panyasis
Panyasis (ou Panyassis) d'Halicarnasse (en grec ancien Πανύασις / Panýasis) était un poète grec de l'antiquité, ayant vécu au Ve siècle av J-C et faisant partie des poètes épiques du canon alexandrin.

## Biographie
Douris de Samos affirme que Panyasis, fils de Diocle, est né à Samos. Il est possible que Douris fasse une confusion avec Panyasis le Jeune, auteur d'un traité Sur les Songes. Aussi les historiens sont plus enclins à suivre la Souda, selon lequel il est né à Halicarnasse au début du Ve siècle av. J.-C. et est le cousin ou peut-être l'oncle d'Hérodote. 
En effet, le père de Panyasis, Polyarque, serait le frère d'un des parents du grand historien. Ces assertions sont confirmés par Pausanias le Périégète et par Clément d'Alexandrie.
Les deux cousins étaient opposés au tyran d'Halicarnasse, Lygdamis II, et Panyasis, accusé d'avoir pris part à une conjuration aristocratique visant à éliminer le tyran, fut exécuté, peut-être en 457 av. J.-C. Hérodote, quant à lui réussit à s'enfuir à Samos avec sa famille, cité partie prenante de la ligue de Délos, opposée à l'empire perse dont Halicarnasse est une cité vassale.

## Œuvres
On lui attribue deux poèmes :
- L'Héraclée (Ηράκλεια), poème épique en 14 livres, 9000 vers, traitant du célèbre héros Héraclès[1]. Panyasis doit beaucoup de sa réputation à ce poème mais seuls quelques fragments ont été conservés.
- L'Ionique (Ιωνικά), poème épique de 700 vers sur la colonisation de l'Asie mineure par les ioniens. Ce poème, réalisé en distiques élégiaques, a été entièrement perdu.

## Postérité
Aujourd'hui presque complètement oublié de l'histoire, Panyasis était à son époque très réputé, et se retrouve dans de nombreuses listes antiques des meilleurs poètes épiques (Tzétzès, Proclus, Photius), parfois même comparé à Homère.
Un portrait de lui est peut-être conservé dans la Villa des Papyri à Herculanum, d'après un graffiti peint sur le buste.

## Editions des fragments
- A. D’Hautcourt, “Panyassis of Halikarnassos (440)”, in: Ian Worthington (éd.), Brill’s New Jacoby (2016)
- West M.L., Greec epic fragments from the seventh to the fifth centuries BC, Loeb, 2003, p.188-217
- Davies M., Epicorum Graecorum Fragmenta, Göttingen, 1988, p.113-129
- Bernabé A., Poetarum epicorum Graecorum testimonia et fragmenta, T1, Teubner, 1987, p.171-187
- Matthews V.J., Panyassis of Halikarnassos, Leiden, 1974, p.43-142

## Etudes
- Latacz J., ‛Panyas(s)is’, Brill's New Pauly 10, Leiden, 2007, 474-6
- Brown T.S., "Early Life of Herodotus", The Ancient World 17, 1988, p.3-15
- McLeod W., ‛Studies on Panyassis – An Heroic Poet of the Fifth Century’, Phoenix 20, 1966, 95-110
- Stoessl F., ‛Panyassis 1’, RE 18, 1949, cols. 872-922